# مصطفى الآغا
مصطفى الآغا (ولد 6 يونيو 1963 م)؛ إعلامي رياضي سوري، ويحمل الجنسية البريطانية. ولد بمخيم اليرموك في دمشق. يعمل في محطة إم بي سي التلفزيونية، ويقدم برنامج «صدى الملاعب». متزوج المذيعة مي الخطيب، له ابن كرم وبنت ناتالي، لعب في صباه كرة القدم وكرة اليد حارس مرمى، ويكتب في أكثر من عشر مطبوعات عربية أسبوعيًّا مثل «الاتحاد» الإماراتية و«الشرق الأوسط» و«الرياضية» السعودية و«الحياة»، و«الكورة وبس» في عُمان، و«إستاد الدوحة» القطرية، و«تشرين» السورية، ومجلة «هيا» MBC وجريدة الهداف الجزائرية.

## عمله

### بدايته
بدأ مصطفى خالد الآغا العمل الصحفي في السابعة عشرة من عمره، وبعدها بعام دخل الأجواء التلفزيونية والإذاعية؛ حيث كان يدرس ويعمل في عدة مجالات من ضمنها الصحافة والتلفزيون، كما كان ينتقل حوالي 1000 كلم من أجل أن يخرج صوته عبر أثير الإذاعة لأقل من دقيقة، ثم ينتقل بين عدة مدن ليعلق على مباريات كرتي السلة والقدم. قدم الآغا أول برنامج رياضي سوري مباشر باللغة الإنكليزية، ثم تنقل بين محطات إعلامية وبرامج مختلفة ووسط ظروف إنتاجية صعبة قبل وصوله إلى إم بي سي، فقد عمل صحفياً في جريدة الاتحاد السورية، كما كتب مقالات عدة في معظم الصحف والمجلات العربية، وضمن انشغاله في الصحافة عمل معداً ومقدماً ومعلقاً رياضياً في التلفزيون السوري. كما كان أستاذاً لآداب اللغة الإنكليزية في جامعة دمشق لمدة 11 عاماً حتى انتقاله إلى الـMBC عام 1996. كان متزوج من الفنانة الممثلة سلمى المصري لمدة سنتين.

### قناة الإم بي سي
تسلم الآغا عمله مديراً للبرامج الرياضية، ومقدماً لبرنامج صدى الملاعب في القناة في عام 1996.

## الألقاب والجوائز
حصد مصطفى الآغا إنجازات عديدة، فقد تم اختياره أفضل مذيع رياضي عربي لأكثر من 10 مرات، وكان آخرها عام 2008 حين توّج برنامج صدى الملاعب كأفضل برنامج عربي للمرة الثالثة على التوالي من قبل إحدى المجلات. كما نال في استفتاء موقع كووورة لقب أفضل مقدم برنامج رياضي عربي وأفضل برنامج عربي وبرنامج يغطي الكرة الأوروبية، وأفضل إعلامي رياضي عربي في استفتاء ليبي، وآخر سعودي. كما نال عام 2007 لقب أفضل مقدم استديو، وأفضل برنامج عن صدى الملاعب، وأفضل مذيع للنشرات الرياضية. وفاز برنامج أصداء كأس العالم 2006 بجائزة أفضل برنامج عربي خلال نهائيات مونديال ألمانيا، وتوج بأفضل تغطية لخليجي 13 في البحرين وخليجي 18 في الإمارات.

## الوصلات الخارجية
- صدى الملاعب (الرسمية).
- صفحة مصطفى الآغا في تويتر